# Enterro do Galo
O enterro do galo  é uma tradição que encerra os festejos do Entrudo, na noite de quarta-feira de cinzas.
À meia-noite um padre, um sacristão, uma viúva e várias carpideiras seguem na procissão até ao local onde vai-se realizar o funeral de um galo.
Em algumas regiões o galo é o culpado de todos os males do ano que findou, por isso, é feito o julgamento do galo antes de ele ser condenado à morte.